# Chedia Mică
Chedia Mică (węg. Kiskede) – wieś w Rumunii, w okręgu Harghita, w gminie Șimonești. W 2011 roku liczyła 57 mieszkańców.